# Cobre (serie de televisión)
Cobre... poder y pasión es una serie de televisión chilena transmitida por Mega en 2012.
Se estrenó el 1 de octubre de 2012 en horario estelar y fue retransmitida a partir del jueves 4 de diciembre de 2012 a las 18:30 horas.
Por primera vez, la ciudad minera de Sewell fue ocupada como locación para una producción de ficción.

## Argumento
Narra la historia de los hermanos Serrano (Cristián Riquelme) y (Francisco Gormaz), hijos de un pirquinero, que deberán enfrentarse a la ambición de unos y a las reivindicaciones de los trabajadores. Además pelearán por el amor de Nora (Celine Reymond), una mujer que lucha por ser profesora en un contexto machista. El enemigo de los hermanos Serrano será Guillermo Blake (Bastián Bodenhöfer), un importante empresario minero que intentará destruirlos.

## Elenco
- Cristián Riquelme como Víctor Serrano.
- Francisco Gormaz como Manuel Serrano.
- Celine Reymond como Nora.
- Bastián Bodenhöfer como Guillermo Blake.
- Antonia Zegers como Vicenta Rodríguez.
- Ignacia Allamand como Verónica Blake.
- Dayana Amigo como Antonia Iribarren.
- Marcial Tagle como Ignacio Larrea.
- Gloria Münchmeyer como Sra. Donoso.
- Alejandro Montes como Pascual Saez.
- Teresita Reyes como Madame Gigi.
- Ramón González como Cancino.
- Jaime Omeñaca como José Vilche.
- César Caillet  como Sr. Stainer.
- José Luis Bouchon como Scott.
- Erto Pantoja como Paredes.
- León Murillo como Carrasco.
- Marcelo Valdivieso como Nicolás.

## Producción
Este proyecto postuló a los fondos del Consejo Nacional de Televisión de Chile en 2011, resultando ganadora y recibiendo $332.084.382 para su realización.
Su rodaje se llevó a cabo a mediados de 2012 entre Ciudad minera de Sewell, por primera vez utilizada como locación, y Valparaíso.